# Petre Sava Băleanu
Petre Sava Băleanu (n. 16 martie 1929, Văliug, Caraș-Severin, România – d. 19 noiembrie 1976) a fost un regizor de teatru și de film român.

## Biografie
Mama sa, Anna, a avut origini maghiare, iar tatăl, Sava, origini sârbe. În 1953 a lucrat ca regizor la teatrul radiofonic (a înregistrat Macbeth cu Emil Botta). A regizat pentru televiziune piese de teatru ca Doisprezece oameni furioși de Reginald Rose (1965), Inspectorul de poliție de J. B. Priestley, Cea mai tare de August Strindberg, Mutter Courage și copiii ei de Bertolt Brecht (1962), Pescărușul de Anton Cehov (1974), Troienele de Euripide-Jean-Paul Sartre.

## Filmografie (regizor)
Majoritatea filmelor regizate de Petre Sava Băleanu, aflate în Filmoteca TVR, au ars în timpul Mineriadei din iunie 1990:
| An   | Film                                | Distribuție | Gen     | Note                                                 |
| ---- | ----------------------------------- | --- | ------- | ---------------------------------------------------- |
| 1962 | Mutter Courage                      | Ion Marinescu, Lucia Mara, Marga Angelescu | dramă   | Teatru TV                                            |
| 1965 | Rața sălbatică                      | Valeria Seciu, Octavian Cotescu, Ion Marinescu | comedie | Teatru TV                                            |
| 1966 | Doisprezece oameni furioși          | Emmerich Schäffer, Florin Scărlătescu, Mircea Anghelescu | dramă   | Teatru TV                                            |
| 1967 | Ifigenia în Taurida                 | Octavian Cotescu, Gina Patrichi | dramă   | Teatru TV                                            |
| 1967 | Troienele                           | Gina Patrichi, Olga Tudorache, Valeria Seciu | dramă   | Teatru TV                                            |
| 1968 | Surorile Boga                       | Gina Patrichi, Valeria Seciu, Victor Rebengiuc, Octavian Cotescu, Silviu Stănculescu, Dina Cocea, Mircea Anghelescu, Eugenia Popovici                                                                | dramă   | Teatru TV. Piesă de teatru de Horia Lovinescu        |
| 1969 | Facerea lumii                       | Adrian Georgescu, Emanoil Petruț | dramă   | Teatru TV. Regizat cu Tudor Eliad                    |
| 1969 | Agentul din Cahors                  | Ileana Predescu, Silviu Stănculescu | dramă   | Teatru TV                                            |
| 1970 | Napoleon și Fouche sau Despre manie | Gheorghe Popovici Poenaru | dramă   | TV                                                   |
| 1970 | Napoleon și Sfânta Elena            | Gheorghe Popovici Poenaru | dramă   | TV                                                   |
| 1970 | Inspecția                           | Matei Alexandru, Paul Sava | comedie | Teatru TV                                            |
| 1971 | Minunata pantofăreasă               | Mișu Fotino, Coca Andronescu, Matei Alexandru, Tamara Buciuceanu-Botez, Mircea Constantinescu, Ion Caramitru, Valentin Zaharescu, Liliana Lupan, Anatolie Spânu, Marina Velcescu, Adriana Piteșteanu | comedie | Teatru TV. Piesă de teatru de Federico García Lorca. |
| 1972 | Micul Eyolf                         | Gina Patrichi, Eugenia Popovici | dramă   | Teatru TV                                            |
| 1974 | Pescărușul                          | Gina Patrichi, Valeria Seciu, Victor Rebengiuc | dramă   | Teatru TV                                            |
| 1975 | Scrisori apocrife                   | Gina Patrichi, Victor Rebengiuc | dramă   | Adaptare TV după piesa lui Constantin Munteanu.      |

## Distincții
- Medalia Muncii (29 mai 1956) „pentru merite deosebite în activitatea artistică și pentru merite deosebite în domeniul dezvoltării radioului în țara noastră”[25]